# Elena Odriozola
Elena Odriozola Belastegui (Sant Sebastià, 27 de novembre de 1967) és una il·lustradora basca, de projecció internacional, a causa de la seva extensa obra i els premis i reconeixements rebuts tant en l'àmbit de l'Estat espanyol com internacionalment.
Entre els premis que li han estat atorgats es troben el Premi Euskadi de Literatura per la il·lustració (2009, 2013), el Premi Nacional d'Il·lustració (2015) i la Poma d'Or de la Biennal d'Il·lustració de Bratislava (2015).

## Trajectòria
L'activitat professional del seu avi i el seu pare, pintors, van influir en la seva afició, i a partir dels tretze anys a l'escola començà a interessar-se per la pintura. Més tard va fer estudis d'Art i Decoració. En 1989 va començar a treballar en una agència de publicitat donant els seus primers passos en el món de la il·lustració. No obstant això, el 1998, abandona la publicitat i s'introdueix de ple en el món de la il·lustració. Des de llavors, ha treballat amb editorials tant nacionals com internacionals. El 1995 publica el seu primer títol il·lustrat, "Agure jakagorria" de l'autor Jesus Mari Olaizola "Txiliku". Des de llavors sobrepassa la centena de títols publicats principalment per editorials espanyoles, però també de França, Regne Unit, Mèxic i Taiwan. Els seus llibres han estat editats en euskera, castellà, gallec, català, anglès, francès, portuguès, xinès, japonès, coreà, alemany, italià, brasiler, holandès, polonès i turc. Els reconeixements i premis rebuts per la seva trajectòria professional són nombrosos.
En 2006 va ser guanyadora del premi a il·lustradors per a nens i joves del Ministeri de Cultura d'Espanya en la seva segona edició, amb el llibre "La princesa que bostezaba a todas horas" de Carmen Gil Martínez. El 2009 va guanyar el Premi Euskadi amb els dibuixos realitzats per al llibre Aplastamiento de las gotas de Julio Cortázar, i 2013 el va tornar a guanyar amb les il·lustracions per al llibre Tropecista, obra de Jorge Gonzalvo.